# Lengerke

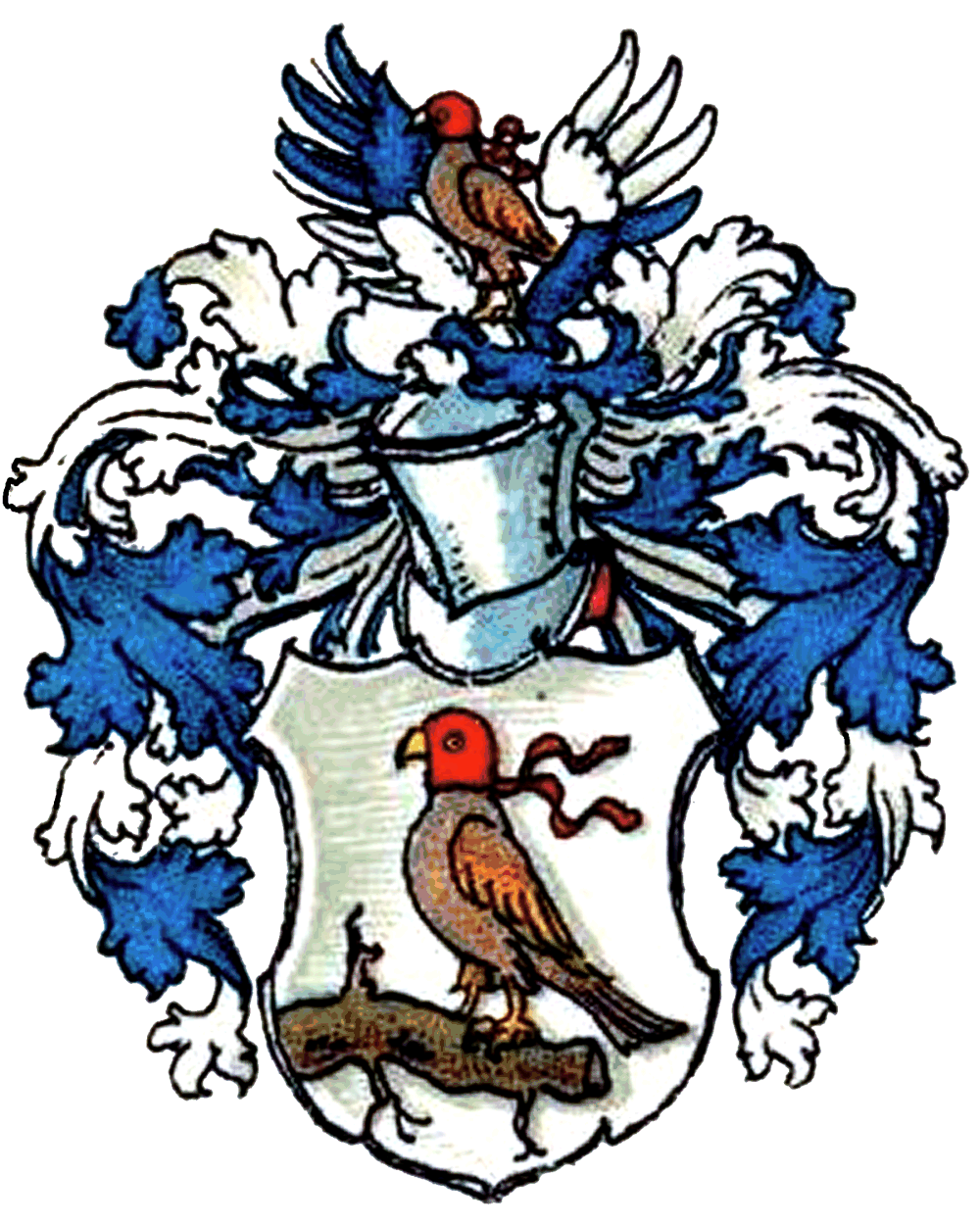
Wappen derer von Lengerke

Lengerke (auch Lengerken) ist der Name eines Osnabrücker Ratsgeschlechts, das im 18. Jahrhundert mit einzelnen Linien in den westfälischen Landadel übertrat.

## Geschichte
Das Geschlecht erscheint urkundlich erstmals 1257 mit Henrikus de Lengerke.
Seit 1864 ist das Gut Steinbeck bei Bad Salzuflen im Besitz der Familie.

## Wappen
Das Wappen zeigt in Blau auf einem aus dem rechten Schildrand hervorgehenden natürlichen Ast sitzend einen gold bewehrten silbernen Falken mit einer roten Jagdkappe und erhobenem rechten Fang. Auf dem Helm mit blau-silbernen Helmdecken das Schildbild zwischen einem von Blau und Silber übereck geteilten offenen Flug.

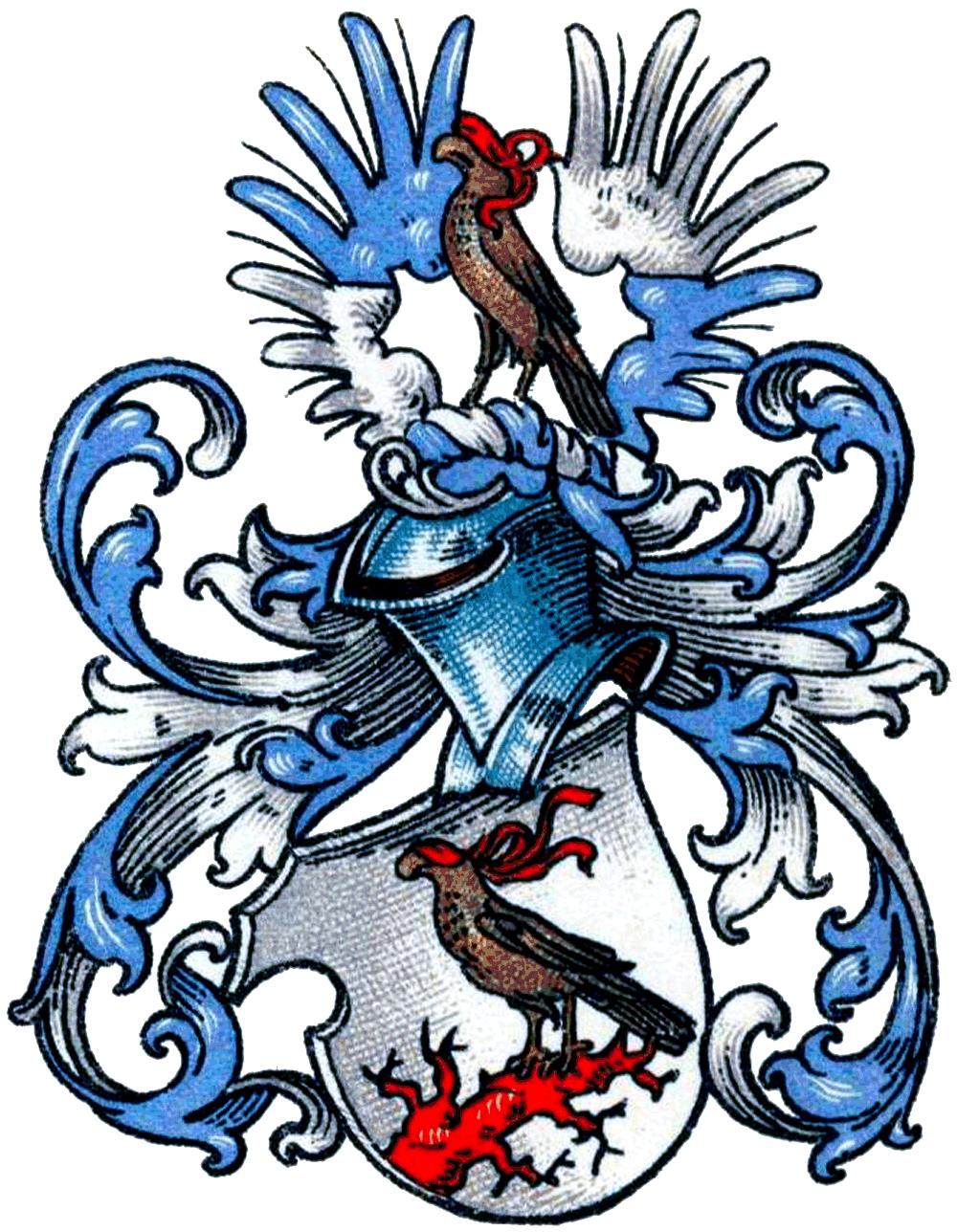
Lengerke im Wappenbuch des westfälischen Adels
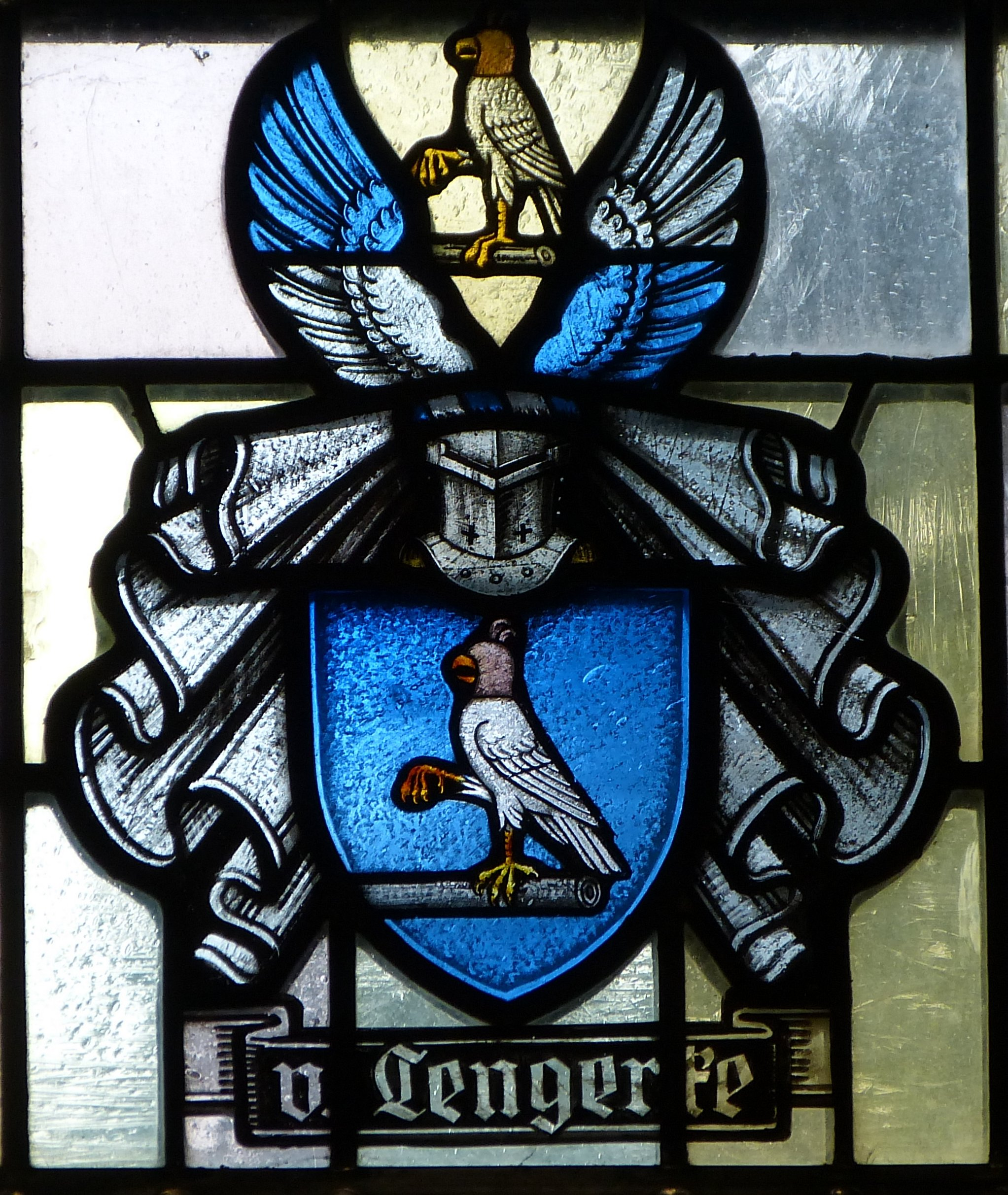
Fenster der Kirche von Ziethen bei Anklam
Wappen der Familie von Lengerke

## Familienmitglieder
- Alexander von Lengerke (1802–1853), deutscher Agrarschriftsteller
- Cäsar von Lengerke (1803–1855), deutscher evangelischer Theologe und Dichter
- Caspar von Lengerke (1683–1738), deutscher Jurist und Hamburger Domherr
- Ernst von Lengerke (1836–1882), deutscher Jurist und Landrat
- Geo von Lengerke (1827–1882), deutscher Ingenieur, Kolonist und Großgrundbesitzer
- Georg von Lengerke (1569–1645), Ratsherr der Hansestadt Lübeck
- George von Lengerke Meyer (1858–1918), US-amerikanischer Politiker
- Gerhard von Lengerken (* 1935), deutscher Agrarwissenschaftler und Hochschullehrer
- Hermann von Lengerke (1607–1668), Lübecker Ratsherr
- Johann Heinrich von Lengerke (1825–1906), deutscher Politiker und Lippischer Landtagspräsident
- Karl von Lengerke (1827–1911), preußischer Generalmajor
- Peter von Lengerke (Politiker) (1651–1709), deutscher Jurist und Politiker, Bürgermeister von Hamburg
- Peter von Lengerke (Unternehmer) (1788–1848), deutscher Unternehmer
- Wilhelm von Lengerke (1894–1942), deutscher Generalmajor

## Weitere Literatur
- Jan-Nicolas Storck: Trauriges Schicksal – Der Soldatentod Arthur von Lengerkes im Ersten Weltkrieg, in: Facharbeit der Oberstufe am Rudolph-Brandes-Gymnasium, Bad Salzuflen, 2011/12, Hrsg. Lippischer Heimatbund e.V. und Landesverband Lippe, in: Heimatland Lippe, Band 105, Nr. 7, Detmold 2012-07, S. 185 ff. Arthur von Lengerke in Heimatland Lippe 105.2012.07 PDF. ISSN 0017-9787